# Darude
Ville Virtanen (født 17. juli 1975), bedre kendt som Darude er en trance producer og dj fra Eura, Finland. Han udgav singlen "Sandstorm" i slutningen af 1999. Singlen blev en kæmpe hit, og det var startskuddet til hans karriere.
Darude repræsenterede  sammen med Sebastian Rejman Finland i Eurovision Song Contest 2019 med bidraget Look Away.

## Diskografi
Studiealbum
- Before the Storm (2000)
- Rush (2003)
- Label This! (2007)
- Moments (2015)